# Wiktor Bondar
Wiktor Wasylowycz Bondar, ukr. Віктор Васильович Бондар (ur. 5 listopada 1975 w Leningradzie) – ukraiński polityk, z wykształcenia prawnik.

## Życiorys
Absolwent Narodowej Akademii Prawniczej im. Jarosława Mądrego (1997). Pracował w prywatnych przedsiębiorstwach, następnie w latach 2002–2005 w administracji rządowej, zajmując się kontaktami z Radą Najwyższą. W rządzie Julii Tymoszenko został wiceministrem transportu, w rządzie Jurija Jechanurowa objął urząd ministra. W 2006 powołano go na zastępcę szefa sekretariatu prezydenta Wiktora Juszczenki. We wrześniu 2007 został p.o. gubernatora obwodu dniepropietrowskiego, w grudniu tego samego roku objął stanowisko gubernatora tego regionu, zajmując je do lutego 2010.
Należał do Ludowego Związku „Nasza Ukraina”. W 2012 został wybrany do parlamentu w okręgu większościowym jako kandydat niezależny. Dołączył do frakcji Partii Regionów. W 2014 z powodzeniem ubiegał się o poselską reelekcję. W 2015 stanął na czele Partii Odrodzenia. W 2019 był kandydatem w wyborach prezydenckich, otrzymał około 0,1% głosów. W tym samym roku utrzymał mandat deputowanego na kolejną kadencję.